# Liste der Alben in den Billboard-Charts (1951)
Die Liste der Billboard-Alben (1951) ist eine vollständige Liste der Alben, die sich im Kalenderjahr 1951 platzieren konnten. Die über das Jahr ermittelten Top 10 setzten sich aus den Verkaufszahlen von 1.400 Vertriebsläden im Gesamtgebiet der Vereinigten Staaten zusammen. In diesem Jahr platzierten sich insgesamt 56 Alben. Wie im Vorjahr wurden die Albumcharts nach Abspielgeschwindigkeiten in 33 ⅓ und 45 min−1 aufgeteilt.

## Tabelle
| Interpret                                                                                       | Titel | Charteinstieg       | Wochen | BP | Genre Stil                                                               | Info |
| ----------------------------------------------------------------------------------------------- | --- | ------------------- | ------ | -- | ------------------------------------------------------------------------ | --- |
| Robert Alda, Vivian Blaine & Sam Levene                                                         | Guys & Dolls - A Musical Fable of Broadway Decca DL-8036 / Decca 9-203                                                       | 20.01.1951 (33 1/3) | 37     | 1  | Stage & Screen Score, Musical                                            | Original-Aufnahme des Broadway-Musicals Guys and Dolls (1949) von Abe Burrows und Jo Swerling. |
| Robert Alda, Vivian Blaine & Sam Levene                                                         | Guys & Dolls - A Musical Fable of Broadway Decca DL-8036 / Decca 9-203                                                       | 10.02.1951 (45)     | 23     | 4  | Stage & Screen Score, Musical                                            | Original-Aufnahme des Broadway-Musicals Guys and Dolls (1949) von Abe Burrows und Jo Swerling. |
| Louis Armstrong & his All-Stars                                                                 | Satchmo at Symphony Hall Vol. 2 Decca DX-108                                                                                 | 07.07.1951 (33 1/3) | 1      | 10 | Jazz                                                                     | |
| Fred Astaire & Jane Powell with the MGM Studio Orchestra                                        | Royal Wedding MGM E-543 | 14.04.1951 (33 1/3) | 16     | 6  | Stage & Screen                                                           | Soundtrack zu der MGM-Verfilmung Königliche Hochzeit (1951) von Stanley Donen. |
| Fred Astaire & Jane Powell with the MGM Studio Orchestra                                        | Royal Wedding MGM E-543 | 14.04.1951 (45)     | 14     | 3  | Stage & Screen                                                           | Soundtrack zu der MGM-Verfilmung Königliche Hochzeit (1951) von Stanley Donen. |
| Fred Astaire & Red Skelton with André Previn & his Orchestra                                    | Selections from MGM Technicolor Film "Three Little Words" MGM E-516                                                          | 30.12.1950 (33 1/3) | 17     | 2  | Stage & Screen                                                           | Soundtrack zu der MGM-Verfilmung Drei kleine Worte (1950) von Richard Thorpe. |
| Fred Astaire & Red Skelton with André Previn & his Orchestra                                    | Selections from MGM Technicolor Film "Three Little Words" MGM E-516                                                          | 30.12.1950 (45)     | 19     | 2  | Stage & Screen                                                           | Soundtrack zu der MGM-Verfilmung Drei kleine Worte (1950) von Richard Thorpe. |
| Kathryn Beaumont & Ed Wynn                                                                      | Walt Disney's Alice in Wonderland" RCA Victor WY-437                                                                         | 01.09.1951 (45)     | 1      | 8  | Children’s, Stage & Screen Story, Soundtrack                             | Soundtrack und Hörspielfassung der RKO-Zeichentrickverfilmung Alice im Wunderland (1951) von Clyde Geronimi, Wilfred Jackson und Hamilton Luske nach der gleichnamigen Literaturvorlage von Lewis Carroll. Die Musik von Oliver Wallace erhielt 1952 eine Oscar-Nominierung in der Sparte Beste Filmmusik (Musical). |
| Shirley Booth, Johnny Johnston & The Original Broadway Cast                                     | A Tree Grows in Brooklyn Columbia ML-4405                                                                                    | 16.06.1951 (33 1/3) | 7      | 7  | Jazz, Pop, Classical, Children’s, Folk, World, & Country, Stage & Screen | Original-Aufnahme des Broadway-Musicals A Tree Grows in Brooklyn (1951) von George Abbott und Betty Smith nach dem gleichnamigen Roman. |
| Les Brown & his Band of Renown                                                                  | Over the Rainbow - A Panorama of Color Coral CRL-56 026 / Coral 9-8023                                                       | 25.08.1951 (33 1/3) | 3      | 10 | Jazz Swing, Big Band                                                     | |
| Les Brown & his Band of Renown                                                                  | Over the Rainbow - A Panorama of Color Coral CRL-56 026 / Coral 9-8023                                                       | 11.08.1951 (45)     | 4      | 9  | Jazz Swing, Big Band                                                     | |
| Frankie Carle at the Piano with Rhythm                                                          | Cocktail Time with Frankie Carle RCA Victor LPM-2 / RCA Victor WP-305                                                        | 21.07.1951 (33 1/3) | 4      | 9  | Jazz, Pop Easy Listening                                                 | |
| Frankie Carle at the Piano with Rhythm                                                          | Cocktail Time with Frankie Carle RCA Victor LPM-2 / RCA Victor WP-305                                                        | 14.07.1951 (45)     | 8      | 6  | Jazz, Pop Easy Listening                                                 | |
| The Cities Service Band of America with Paul Lavalle                                            | America's Favorite Marches RCA Victor LPM-6 / RCA Victor WP-315                                                              | 01.09.1951 (33 1/3) | 1      | 10 | Brass & Military Marches                                                 | |
| The Cities Service Band of America with Paul Lavalle                                            | America's Favorite Marches RCA Victor LPM-6 / RCA Victor WP-315                                                              | 11.08.1951 (45)     | 12     | 5  | Brass & Military Marches                                                 | |
| Perry Como                                                                                      | Perry Como Sings Merry Christmas Music Victor WP-161                                                                         | 30.12.1950 (45)     | 2      | 5  | Pop Vocal                                                                | |
| Bing Crosby                                                                                     | Christmas Greetings Decca DL-5020 / Decca 9-66                                                                               | 22.12.1951 (33 1/3) | 1      | 10 | Pop Vocal                                                                | |
| Bing Crosby                                                                                     | Christmas Greetings Decca DL-5020 / Decca 9-66                                                                               | 13.01.1951 (45)     | 1      | 9  | Pop Vocal                                                                | |
| Bing Crosby                                                                                     | Merry Christmas Decca DL-5019 / Decca 9-65                                                                                   | 30.12.1950 (33 1/3) | 6      | 1  | Jazz, Pop Vocal                                                          | |
| Bing Crosby                                                                                     | Merry Christmas Decca DL-5019 / Decca 9-65                                                                                   | 30.12.1950 (45)     | 7      | 1  | Jazz, Pop Vocal                                                          | |
| Bing Crosby                                                                                     | St. Patrick's Day Decca DL-5037                                                                                              | 31.03.1951 (33 1/3) | 1      | 10 | Pop Vocal                                                                | |
| Bing Crosby with the Andrews Sisters & Dorothy Kirsten                                          | Mr. Music: Songs from the Paramount Picture Decca DL-5284 / Decca 9-101                                                      | 27.01.1951 (33 1/3) | 1      | 10 | Pop Vocal                                                                | Soundtrack zu der Paramount-Verfilmung Mr. Music von Richard Haydn. |
| Bing Crosby with the Andrews Sisters & Dorothy Kirsten                                          | Mr. Music: Songs from the Paramount Picture Decca DL-5284 / Decca 9-101                                                      | 17.02.1951 (45)     | 1      | 10 | Pop Vocal                                                                | Soundtrack zu der Paramount-Verfilmung Mr. Music von Richard Haydn. |
| Doris Day with Axel Stordahl & his Orchestra                                                    | "Tea for Two" - Songs from the Warner Bros. Technicolor Production Columbia CL-6149 / Columbia B-215                         | 30.12.1950 (33 1/3) | 10     | 5  | Stage & Screen Soundtrack, Musical                                       | Soundtrack zu der Warner-Bros.-Verfilmung Bezaubernde Frau (1950) von David Butler. |
| Doris Day with Axel Stordahl & his Orchestra                                                    | "Tea for Two" - Songs from the Warner Bros. Technicolor Production Columbia CL-6149 / Columbia B-215                         | 30.12.1950 (45)     | 16     | 4  | Stage & Screen Soundtrack, Musical                                       | Soundtrack zu der Warner-Bros.-Verfilmung Bezaubernde Frau (1950) von David Butler. |
| Doris Day with Harry James & his Orchestra                                                      | Young Man with a Horn Columbia CL-6106 / Columbia B-198                                                                      | 30.12.1950 (33 1/3) | 12     | 7  | Jazz Soundtrack, Big Band, Vocal                                         | Soundtrack zu der Warner-Bros.-Verfilmung Der Mann ihrer Träume (1950) von Michael Curtiz. |
| Doris Day with Harry James & his Orchestra                                                      | Young Man with a Horn Columbia CL-6106 / Columbia B-198                                                                      | 03.03.1951 (45)     | 8      | 9  | Jazz Soundtrack, Big Band, Vocal                                         | Soundtrack zu der Warner-Bros.-Verfilmung Der Mann ihrer Träume (1950) von Michael Curtiz. |
| Doris Day with the Norman Luboff Choir, the Buddy Cole Quartet & Frank Comstock & his Orchestra | Lullaby of Broadway - Songs from the Warner Bros. Technicolor Production Columbia CL-6168 / Columbia B-235                   | 07.04.1951 (33 1/3) | 24     | 2  | Jazz, Stage & Screen Soundtrack, Easy Listening, Musical                 | Soundtrack zu der Warner-Bros.-Verfilmung Das Wiegenlied vom Broadway (1951) von David Butler. |
| Doris Day with the Norman Luboff Choir, the Buddy Cole Quartet & Frank Comstock & his Orchestra | Lullaby of Broadway - Songs from the Warner Bros. Technicolor Production Columbia CL-6168 / Columbia B-235                   | 07.04.1951 (45)     | 21     | 1  | Jazz, Stage & Screen Soundtrack, Easy Listening, Musical                 | Soundtrack zu der Warner-Bros.-Verfilmung Das Wiegenlied vom Broadway (1951) von David Butler. |
| Doris Day & Jack Smith with Paul Weston & his Orchestra & the Norman Luboff Choir               | On Moonlight Bay Columbia CL-6186 / Columbia B-267                                                                           | 11.08.1951 (33 1/3) | 17     | 3  | Stage & Screen Soundtrack, Musical                                       | Soundtrack zu der Warner-Bros.-Verfilmung On Moonlight Bay (1951) von Roy Del Ruth. |
| Doris Day & Jack Smith with Paul Weston & his Orchestra & the Norman Luboff Choir               | On Moonlight Bay Columbia CL-6186 / Columbia B-267                                                                           | 10.03.1951 (45)     | 1      | 10 | Stage & Screen Soundtrack, Musical                                       | Soundtrack zu der Warner-Bros.-Verfilmung On Moonlight Bay (1951) von Roy Del Ruth. |
| Tommy Dorsey, Glenn Miller, Duke Ellington, Hal Kemp, Ted Weems & Larry Clinton                 | A Treasury of Immortal Performances - "Dance Band Hits" RCA Victor LPT-2                                                     | 10.03.1951 (45)     | 1      | 10 | Jazz, Pop                                                                | Compilation aus der RCA-Serie A Treasury of Immortal Performances. |
| Ralph Flanagan & his Orchestra                                                                  | Favorites RCA Victor WP-308                                                                                                  | 16.06.1951 (45)     | 1      | 10 | Jazz, Pop, Stage & Screen Vocal, Big Band                                | |
| Ralph Flanagan & his Orchestra                                                                  | Let's Dance Again with Flanagan RCA Victor WP-311                                                                            | 07.07.1951 (45)     | 4      | 7  | Jazz, Pop, Stage & Screen Big Band                                       | |
| The George Shearing Quintet & his Orchestra                                                     | Touch of Genius! MGM K-90 | 10.11.1951 (45)     | 1      | 9  | Jazz                                                                     | |
| Benny Goodman                                                                                   | The Famous 1938 Carnegie Hall Jazz Concert Columbia SL-160 / Columbia B-250                                                  | 30.12.1950 (33 1/3) | 46     | 2  | Jazz Ragtime, Big Band, Swing                                            | |
| Benny Goodman                                                                                   | The Famous 1938 Carnegie Hall Jazz Concert Columbia SL-160 / Columbia B-250                                                  | 26.05.1951 (45)     | 17     | 5  | Jazz Ragtime, Big Band, Swing                                            | |
| Kathryn Grayson, Ava Gardner & Howard Keel with the MGM Studio Orchestra                        | Selections from the MGM Technicolor Film "Show Boat" MGM E-559 / MGM K-84                                                    | 21.07.1951 (33 1/3) | 23     | 1  | Stage & Screen Soundtrack, Musical                                       | Soundtrack zu der MGM-Verfilmung Mississippi-Melodie (1951) von George Sidney. Die Musik von Adolph Deutsch und Conrad Salinger erhielt 1952 eine Oscar-Nominierung in der Sparte Beste Filmmusik (Musical). |
| Kathryn Grayson, Ava Gardner & Howard Keel with the MGM Studio Orchestra                        | Selections from the MGM Technicolor Film "Show Boat" MGM E-559 / MGM K-84                                                    | 21.07.1951 (45)     | 23     | 1  | Stage & Screen Soundtrack, Musical                                       | Soundtrack zu der MGM-Verfilmung Mississippi-Melodie (1951) von George Sidney. Die Musik von Adolph Deutsch und Conrad Salinger erhielt 1952 eine Oscar-Nominierung in der Sparte Beste Filmmusik (Musical). |
| Charlotte Greenwood with the Original Broadway Cast                                             | Cole Porter's New Musical "Out of This World" Columbia ML-54 390 / Columbia A-980                                            | 24.02.1951 (33 1/3) | 7      | 6  | Stage & Screen Musical                                                   | Original-Aufnahme des Broadway-Musicals Out of This World (1950) von Cole Porter. |
| Charlotte Greenwood with the Original Broadway Cast                                             | Cole Porter's New Musical "Out of This World" Columbia ML-54 390 / Columbia A-980                                            | 24.03.1951 (45)     | 1      | 10 | Stage & Screen Musical                                                   | Original-Aufnahme des Broadway-Musicals Out of This World (1950) von Cole Porter. |
| Al Jolson                                                                                       | Jolson Sings Again Decca A-716 / Decca 9-4                                                                                   | 13.01.1951 (33 1/3) | 3      | 8  | Jazz, Pop Vocal, Easy Listening                                          | |
| Al Jolson                                                                                       | Jolson Sings Again Decca A-716 / Decca 9-4                                                                                   | 20.01.1951 (45)     | 1      | 8  | Jazz, Pop Vocal, Easy Listening                                          | |
| Al Jolson                                                                                       | The Jolson Story Decca A-469 / Decca 9-9                                                                                     | 30.12.1950 (33 1/3) | 1      | 10 | Jazz, Pop, Stage & Screen Vocal                                          | |
| Al Jolson                                                                                       | The Jolson Story Decca A-469 / Decca 9-9                                                                                     | 30.12.1950 (45)     | 5      | 6  | Jazz, Pop, Stage & Screen Vocal                                          | |
| Gene Kelly & Georges Guétary with Johnny Green & The MGM Studio Orchestra                       | Selections from the MGM Technicolor Film "An American in Paris" MGM E-93 / MGM K-93                                          | 27.10.1951 (33 1/3) | 9      | 2  | Jazz, Stage & Screen Easy Listening, Score, Soundtrack                   | Soundtrack zu der MGM-Verfilmung Ein Amerikaner in Paris (1951) von Vincente Minnelli. Die Musik von Johnny Green und Saul Chaplin wurde 1952 in der Sparte Beste Filmmusik (Musical) mit dem Oscar ausgezeichnet.                                                                                                   |
| Gene Kelly & Georges Guétary with Johnny Green & The MGM Studio Orchestra                       | Selections from the MGM Technicolor Film "An American in Paris" MGM E-93 / MGM K-93                                          | 27.10.1951 (45)     | 9      | 2  | Jazz, Stage & Screen Easy Listening, Score, Soundtrack                   | Soundtrack zu der MGM-Verfilmung Ein Amerikaner in Paris (1951) von Vincente Minnelli. Die Musik von Johnny Green und Saul Chaplin wurde 1952 in der Sparte Beste Filmmusik (Musical) mit dem Oscar ausgezeichnet.                                                                                                   |
| Mario Lanza                                                                                     | The Toast of New Orleans Victor DM-1417                                                                                      | 30.12.1950 (45)     | 30     | 1  | Classical, Stage & Screen Soundtrack, Operetta                           | Soundtrack zu der Metro-Goldwyn-Mayer-Produktion Der Fischer von Louisiana von Norman Taurog. |
| Mario Lanza with Constantine Callinicos & the RCA Victor Orchestra                              | Mario Lanza in Selections from the MGM Motion Picture "The Great Caruso" RCA Victor LM-1127 / RCA Victor WDM-1506            | 14.04.1951 (33 1/3) | 37     | 1  | Classical Vocal, Soundtrack                                              | Soundtrack zu der MGM-Verfilmung Der große Caruso (1951) von Richard Thorpe. Die Musik von Peter Herman Adler und Johnny Green erhielt 1952 eine Oscar-Nominierung in der Sparte Beste Filmmusik (Musical). |
| Mario Lanza with Constantine Callinicos & the RCA Victor Orchestra                              | Mario Lanza in Selections from the MGM Motion Picture "The Great Caruso" RCA Victor LM-1127 / RCA Victor WDM-1506            | 31.03.1951 (45)     | 39     | 1  | Classical Vocal, Soundtrack                                              | Soundtrack zu der MGM-Verfilmung Der große Caruso (1951) von Richard Thorpe. Die Musik von Peter Herman Adler und Johnny Green erhielt 1952 eine Oscar-Nominierung in der Sparte Beste Filmmusik (Musical). |
| Mario Lanza with the Jeff Alexander Choir & Ray Sinatra & the RCA Victor Orchestra              | Mario Lanza Sings Christmas Songs RCA Victor LM-155 / RCA Victor WDM-1649                                                    | 24.11.1951 (33 1/3) | 5      | 1  | Pop, Folk, World & Country Religious, Vocal                              | |
| Mario Lanza with the Jeff Alexander Choir & Ray Sinatra & the RCA Victor Orchestra              | Mario Lanza Sings Christmas Songs RCA Victor LM-155 / RCA Victor WDM-1649                                                    | 17.11.1951 (45)     | 6      | 1  | Pop, Folk, World & Country Religious, Vocal                              | |
| Gertrude Lawrence & Yul Brynner with Robert Russell Bennett & his Orchestra                     | The King and I Decca DL-9008 / Decca 9-260                                                                                   | 26.05.1951 (33 1/3) | 30     | 2  | Stage & Screen Musical                                                   | Original-Aufnahme des Broadway-Musicals The King and I (1951) von Richard Rodgers und Oscar Hammerstein II. |
| Gertrude Lawrence & Yul Brynner with Robert Russell Bennett & his Orchestra                     | The King and I Decca DL-9008 / Decca 9-260                                                                                   | 02.06.1951 (45)     | 19     | 3  | Stage & Screen Musical                                                   | Original-Aufnahme des Broadway-Musicals The King and I (1951) von Richard Rodgers und Oscar Hammerstein II. |
| Guy Lombardo & his Royal Canadians                                                              | Lombardoland Decca 9-35 | 27.01.1951 (45)     | 1      | 10 | Jazz, Pop Big Band, Vocal                                                | |
| Guy Lombardo & his Royal Canadians                                                              | The Twin Pianos Decca 9-11                                                                                                   | 20.01.1951 (45)     | 1      | 10 | Jazz Big Band                                                            | |
| Douglas MacArthur                                                                               | General of the Army Douglas A. MacArthur's Speech to Congress, April 19, 1951 (Columbia) Columbia PL-4410 / Columbia CCF-274 | 19.05.1951 (33 1/3) | 4      | 9  | Non-Music, Brass & Military Speech                                       | |
| Douglas MacArthur                                                                               | General of the Army Douglas A. MacArthur's Speech to Congress, April 19, 1951 (Columbia) Columbia PL-4410 / Columbia CCF-274 | 02.06.1951 (45)     | 2      | 8  | Non-Music, Brass & Military Speech                                       | |
| Douglas MacArthur                                                                               | General of the Army Douglas A. MacArthur's Speech to Congress, April 19, 1951 (RCA) RCA Victor LPM-5 / RCA Victor WPM-317    | 12.05.1951 (33 1/3) | 8      | 6  | Non-Music, Brass & Military Speech                                       | |
| Douglas MacArthur                                                                               | General of the Army Douglas A. MacArthur's Speech to Congress, April 19, 1951 (RCA) RCA Victor LPM-5 / RCA Victor WPM-317    | 19.05.1951 (45)     | 4      | 6  | Non-Music, Brass & Military Speech                                       | |
| Mary Martin & Ezio Pinza with the Original Broadway Cast                                        | South Pacific Columbia MM-850 / Columbia A-850                                                                               | 30.12.1950 (33 1/3) | 51     | 1  | Stage & Screen Musical                                                   | Original-Aufnahme des Broadway-Musicals South Pacific (1949) von Richard Rodgers und Oscar Hammerstein II. |
| Mary Martin & Ezio Pinza with the Original Broadway Cast                                        | South Pacific Columbia MM-850 / Columbia A-850                                                                               | 30.12.1950 (45)     | 45     | 1  | Stage & Screen Musical                                                   | Original-Aufnahme des Broadway-Musicals South Pacific (1949) von Richard Rodgers und Oscar Hammerstein II. |
| Ethel Merman feat. Dick Haymes, Eileen Wilson & Gordon Jenkins & his Orchestra & Chorus         | Songs from Call Me Madam Decca DL-5304                                                                                       | 30.12.1950 (33 1/3) | 18     | 2  | Stage & Screen Musical                                                   | Aufnahmen aus dem Broadway-Musical Call Me Madam (1950) von Irving Berlin. |
| Ethel Merman feat. Dick Haymes, Eileen Wilson & Gordon Jenkins & his Orchestra & Chorus         | Songs from Call Me Madam Decca DL-5304                                                                                       | 20.01.1951 (45)     | 13     | 5  | Stage & Screen Musical                                                   | Aufnahmen aus dem Broadway-Musical Call Me Madam (1950) von Irving Berlin. |
| Glenn Miller & his Orchestra                                                                    | An Album of Outstanding Arrangements RCA Victor LPM-31 / RCA Victor WP-148                                                   | 24.11.1951 (33 1/3) | 2      | 9  | Jazz, Pop Big Band                                                       | |
| Glenn Miller & his Orchestra                                                                    | An Album of Outstanding Arrangements RCA Victor LPM-31 / RCA Victor WP-148                                                   | 30.06.1951 (45)     | 12     | 3  | Jazz, Pop Big Band                                                       | |
| Glenn Miller & his Orchestra                                                                    | Glenn Miller Concert (Volume I) RCA Victor LPM-25 / RCA Victor WPT-25                                                        | 01.12.1951 (33 1/3) | 4      | 4  | Jazz Big Band, Swing                                                     | |
| Glenn Miller & his Orchestra                                                                    | Glenn Miller Concert (Volume I) RCA Victor LPM-25 / RCA Victor WPT-25                                                        | 15.12.1951 (45)     | 2      | 4  | Jazz Big Band, Swing                                                     | |
| Les Paul                                                                                        | The New Sound! Capitol H-226 / Capitol CCF-226                                                                               | 29.09.1951 (33 1/3) | 9      | 7  | Jazz                                                                     | |
| Les Paul                                                                                        | The New Sound! Capitol H-226 / Capitol CCF-226                                                                               | 15.09.1951 (45)     | 14     | 5  | Jazz                                                                     | |
| Les Paul & Mary Ford                                                                            | New Sound Vol. 2 Capitol H-286 / Capitol CCF-286                                                                             | 15.09.1951 (33 1/3) | 15     | 3  | Jazz, Pop                                                                | |
| Les Paul & Mary Ford                                                                            | New Sound Vol. 2 Capitol H-286 / Capitol CCF-286                                                                             | 27.01.1951 (45)     | 21     | 3  | Jazz, Pop                                                                | |
| Jane Powell, Carleton Carpenter & Debbie Reynolds                                               | Two Weeks with Love MGM E-530 / MGM K-61                                                                                     | 03.02.1951 (33 1/3) | 16     | 5  | Stage & Screen Soundtrack                                                | Soundtrack zu der MGM-Verfilmung Einmal eine Dame sein (1950) von Roy Rowland. |
| Jane Powell, Carleton Carpenter & Debbie Reynolds                                               | Two Weeks with Love MGM E-530 / MGM K-61                                                                                     | 27.01.1951 (45)     | 21     | 3  | Stage & Screen Soundtrack                                                | Soundtrack zu der MGM-Verfilmung Einmal eine Dame sein (1950) von Roy Rowland. |
| Jane Powell, Danielle Darrieux & Fernando Lamas with David Rose & his Orchestra                 | Rich, Young and Pretty MGM H-86 / MGM K-86                                                                                   | 08.09.1951 (33 1/3) | 9      | 4  | Jazz, Pop, Stage & Screen Soundtrack, Musical, Vocal                     | Soundtrack zu der MGM-Verfilmung Rich, Young and Pretty (1951) von Norman Taurog. Die Song Wonder Why erhielt 1952 eine Oscar-Nominierung. |
| Jane Powell, Danielle Darrieux & Fernando Lamas with David Rose & his Orchestra                 | Rich, Young and Pretty MGM H-86 / MGM K-86                                                                                   | 08.09.1951 (45)     | 11     | 4  | Jazz, Pop, Stage & Screen Soundtrack, Musical, Vocal                     | Soundtrack zu der MGM-Verfilmung Rich, Young and Pretty (1951) von Norman Taurog. Die Song Wonder Why erhielt 1952 eine Oscar-Nominierung. |
| Richard Rodgers & Oscar Hammerstein II feat. Members of the Original New York Production        | Oklahoma! - Selections from the Theatre Guild Musical Play Decca A-359 / Decca DL-8000                                       | 04.08.1951 (33 1/3) | 1      | 10 | Stage & Screen Musical                                                   | |
| Richard Rodgers & Oscar Hammerstein II feat. Members of the Original New York Production        | Oklahoma! - Selections from the Theatre Guild Musical Play Decca A-359 / Decca DL-8000                                       | 12.05.1951 (45)     | 2      | 10 | Stage & Screen Musical                                                   | |
| Artie Shaw & his Orchestra                                                                      | Four Star Favorites Victor WP-85                                                                                             | 17.11.1951 (45)     | 1      | 10 | Jazz Big Band                                                            | |
| Artie Shaw, Benny Goodman, Duke Ellington, Charlie Barnet, Lionel Hampton & Louis Armstrong     | A Treasury of Immortal Performances - "Theme Songs" RCA Victor LPT-1                                                         | 17.03.1951 (45)     | 2      | 10 | Jazz, Big Band                                                           | Compilation aus der RCA-Serie A Treasury of Immortal Performances. |
| Robert Shaw & the RCA Victor Chorale                                                            | Christmas Hymns and Carols, Volume I Victor Red Seal M-1077 / Victor WDM-1077                                                | 06.01.1951 (33 1/3) | 1      | 10 | Classical, Folk, World & Country Renaissance, Baroque Religious, Folk    | |
| Robert Shaw & the RCA Victor Chorale                                                            | Christmas Hymns and Carols, Volume I Victor Red Seal M-1077 / Victor WDM-1077                                                | 30.12.1950 (45)     | 2      | 9  | Classical, Folk, World & Country Renaissance, Baroque Religious, Folk    | |
| Dinah Shore & the Original Broadway Company                                                     | The Original Show Album of Irving Berlin's "Call Me Madam" RCA Victor OC-1000 RCA                                            | 27.01.1951 (33 1/3) | 15     | 6  | Stage & Screen Musical                                                   | Original-Aufnahme des Broadway-Musicals Call Me Madam (1950) von Irving Berlin. |
| Dinah Shore & the Original Broadway Company                                                     | The Original Show Album of Irving Berlin's "Call Me Madam" RCA Victor OC-1000 RCA                                            | 13.01.1951 (45)     | 8      | 7  | Stage & Screen Musical                                                   | Original-Aufnahme des Broadway-Musicals Call Me Madam (1950) von Irving Berlin. |
| Dinah Shore, Patrice Munsel, Tony Martin & Robert Merrill                                       | The King And I - Selections From Rodgers And Hammerstein II RCA Victor LK-1022 / RCA Victor WK-30                            | 14.07.1951 (33 1/3) | 2      | 10 | Stage & Screen Musical                                                   | Studioaufnahme ausgewählter Songs aus dem Broadway-Musical The King and I (1951) von Richard Rodgers und Oscar Hammerstein II. |
| Dinah Shore, Patrice Munsel, Tony Martin & Robert Merrill                                       | The King And I - Selections From Rodgers And Hammerstein II RCA Victor LK-1022 / RCA Victor WK-30                            | 26.05.1951 (45)     | 1      | 10 | Stage & Screen Musical                                                   | Studioaufnahme ausgewählter Songs aus dem Broadway-Musical The King and I (1951) von Richard Rodgers und Oscar Hammerstein II. |
| Yma Sumac                                                                                       | Voice of the Xtabay Capitol H-244 / Capitol CDF-244                                                                          | 30.12.1951 (33 1/3) | 50     | 1  | Latin, Folk, World & Country Folk, Mambo                                 | |
| Yma Sumac                                                                                       | Voice of the Xtabay Capitol H-244 / Capitol CDF-244                                                                          | 30.12.1950 (45)     | 45     | 1  | Latin, Folk, World & Country Folk, Mambo                                 | |
| The Three Suns                                                                                  | Your Christmas Favorites RCA Victor WP-250                                                                                   | 06.01.1951 (45)     | 1      | 6  | Jazz, Pop Easy Listening, Instrumental                                   | |
| The Three Suns with Larry Green at the Piano                                                    | The Three Suns in 3/4 Time RCA Victor WP-213                                                                                 | 04.08.1951 (45)     | 1      | 10 | Jazz, Pop                                                                | |
| The Voices of Walter Schumann                                                                   | Christmas in the Air! Capitol CDF-9016                                                                                       | 22.12.1951 (45)     | 1      | 9  | Pop Vocal                                                                | |
| Fred Waring & his Pennsylvanians                                                                | Twas the Night Before Christmas Decca A-480 / Decca 9-67                                                                     | 30.12.1950 (33 1/3) | 3      | 5  | Classical, Children’s, Folk, World & Country                             | |
| Fred Waring & his Pennsylvanians                                                                | Twas the Night Before Christmas Decca A-480 / Decca 9-67                                                                     | 30.12.1950 (45)     | 3      | 4  | Classical, Children’s, Folk, World & Country                             | |
| Esther Williams & Howard Keel with Adolph Deutsch & the MGM Studio Orchestra                    | Selections from the MGM Technicolor Film "Pagan Love Song" MGM K-64                                                          | 03.02.1951 (45)     | 4      | 9  | Stage & Screen Soundtrack, Musical                                       | Soundtrack zu der MGM-Verfilmung Pagan Love Song (1950) von Robert Alton. |